# 撒母耳記上
《撒母耳记上》或譯《撒慕爾紀上》，是圣经全书的第9冊，原来和撒母耳记下是同一冊，後來分為兩冊。
关于本书的作者，历史背景等请参看主条目：撒母耳记。一般認為作者不是圣经上所记载的先知撒母耳、迦得、拿單。

## 主要内容
撒母耳记上將以色列四位領袖的生平分别作出完整或部分的介紹，他們分別是：大祭司以利、預言者撒母耳、首任君王掃羅及受膏作第二任君王的大衛。

### 以利的管理與幼年的撒母耳
（覆盖《撒母耳記上》第1章第1节参-《撒母耳記上》第4章第22节参）經文開首談及利未人以利加拿的愛妻哈拿。以利加拿的另一個妻子毗尼拿因哈拿無兒無女而譏笑她。這家人每年都前往安放耶和華的約櫃的示羅去敬拜上帝。哈拿趁機會懇切祈求耶和華賜她一個兒子。她許願若生下兒子，就必把他歸與耶和華，終身事奉他。上帝應允了她的禱告，使她懷孕生子，生下撒母耳。哈拿待孩子斷了奶便把他帶往耶和華的殿，交給大祭司以利撫養，“歸與耶和華”。（《撒母耳記上》第1章第28节参）哈拿於是滿心喜樂地作了一首歌，感謝讚美耶和華。那孩子遂“在祭司以利面前事奉耶和華”。（《撒母耳記上》第2章第11节参）
以利的情況不佳。他年紀老邁，兩個兒子胡作非為，“不認識耶和華”。（《撒母耳記上》第2章第12节参）他們濫用祭司的職權貪取祭物，又與婦人苟合行淫。以利沒有糾正他們。故此，耶和華的不利判決臨到以利家，並警告説：“你家中沒有一個老年人，”他的兩個兒子必於同一日死去。後來上帝差撒母耳把一個令聽見的人耳鳴的判決信息帶給以利。這樣，年輕的撒母耳遂奉派在以色列中作預言者。（《撒母耳記上》第3章第1节参，《撒母耳記上》第3章第11节参）
後來，耶和華興起非利士人作他的行刑工具。以色列人爭戰失利，百姓高聲呼叫，要將約櫃從示羅抬到營中。非利士人聽見呼叫的聲音，並且獲悉約櫃已到了以色列人的營中，於是齊心一意振作起來，結果他們大大擊敗以色列人。約櫃被擄去，以利的兩個兒子亦被殺。以利憂心如焚，聆聽報告。報信的人一提到上帝的約櫃，以利就從位上往後跌倒，折斷頸項而死。這樣，他的40年管理亦隨之結束。圣经记载说，“榮耀已離開以色列，”因為約櫃代表耶和華與他的百姓同在。（《撒母耳記上》第4章第22节参）

### 撒母耳管理以色列
（覆盖《撒母耳記上》第5章第1节参-《撒母耳記上》第7章第17节参）當時非利士人也不能逃過上帝給他們的痛苦教訓，他們必須知道耶和華的約櫃是絶不能當作神奇的護身符的。他們將約櫃抬進位於亞實突的大袞廟時，他們的神大袞竟突然仆倒，臉伏於地。次日，大袞神再次仆倒在門檻上，這次它的頭和兩手均折斷了。自此以後，非利士人有了一個迷信的習俗，進廟的人“都不踏大袞廟的門檻”。（《撒母耳記上》第5章第5节参）非利士人於是把約櫃運到迦特，然後再送往以革倫，但都於事無補。城裏的人都生痔瘡，四處且有老鼠為患，他們痛苦不堪，驚惶失措。非利士的衆首領眼見他們的百姓死傷枕藉，惟有把約櫃放在一輛新造的車上，用兩隻有乳的母牛拉回以色列去。在伯·示麥，有些以色列人因擅觀上帝的約櫃而遭擊殺。最後，約櫃到了利未人的城基列·耶琳，安放在亞比拿達家中。
上帝的約櫃一直在亞比拿達的家中安放了20年。撒母耳已經長大成人，他敦促以色列人把諸巴力及亞斯她錄的神像除掉，專心事奉耶和華。他們遵囑而行。他們聚集在米斯巴作崇拜時，非利士人的首領趁機會上來攻擊他們。以色列人措手不及，便通過撒母耳呼求耶和華。當日耶和華大發雷聲，使非利士人陣營大亂，以色列人則在獻祭及恆切禱告之後力量大增，結果殲滅了非利士人。從此，「在撒母耳的日子，耶和華的手不斷攻擊非利士人。」（《撒母耳記上》第7章第13节参）然而，撒母耳並不是從此便退隱下來。撒母耳終其餘生都管理以色列，每年從耶路撒冷以北的拉瑪巡行到伯特利、吉甲及米斯巴。在拉瑪，他為耶和華築了一座壇。

### 以色列的首任君王掃羅
（覆盖《撒母耳記上》第8章第1节参-《撒母耳記上》第12章第25节参）撒母耳年紀老邁，但他的兒子卻不行他的道，因他們收受賄賂，屈枉正直。於是以色列的長老前來見撒母耳，提出要求説：“現在求你為我們立一個王治理我們，像列國一樣。”（《撒母耳記上》第8章第5节参）撒母耳大感不悦，就向耶和華禱告。耶和華回答説：“百姓向你説的一切話，你只管依從；因為他們不是厭棄你，乃是厭棄我，不要我作他們的王。”（《撒母耳記上》第8章第7节至第9节参）于是，撒母耳先行警告他們這項悖逆的要求會帶來嚴重的後果：嚴厲的管轄、徵税、喪失自由，最後他們會飽受折磨而向耶和華哀求。百姓始終堅持要求立王。
接着經文描述基士的兒子掃羅。他是便雅憫人，是以色列中最俊美、高大的男子。他遵囑謁見撒母耳，撒母耳與他同席，邀他坐首位，以油膏他，然後在米斯巴向以色列會衆舉薦他。雖然起初掃羅藏在器具中，但最後衆人把他領出來，宣布他是耶和華所揀選的君王。撒母耳再次將國法對百姓説明，又把這一切都記在書上。然而，直到掃羅擊敗亞捫人，為基列·雅比解圍，他的王位才得以鞏固，百姓在吉甲立他為王。撒母耳再度規勸百姓務要敬畏、事奉及順從耶和華。此外，他求耶和華在割麥的季節施展大能，行雷降雨。耶和華以令人懍然生畏的景象顯示他對百姓不以他為王一事感到憤怒。

### 掃羅表現不順服
（覆盖《撒母耳記上》第13章第1节参-《撒母耳記上》第15章第35节参）非利士人經常侵擾以色列，掃羅英勇的兒子約拿單摧毁了非利士人的防營。為了報仇雪恨，敵人部署大軍，數目“像海邊的沙那樣多”；他們在密抹安營。以色列百姓人人自危。「撒母耳能及時把耶和華的指示帶給我們就好了！」掃羅焦躁不耐，不願再等候撒母耳，於是僭妄地擅自獻上燔祭而犯了大罪。剛獻完祭，撒母耳就出現了。他直斥其非，並且宣布耶和華的判決：“現在你的王位必不長久。耶和華已經尋着一個合他心意的人，立他作百姓的君，因為你沒有遵守耶和華所吩咐你的。”（《撒母耳記上》第13章第14节参）
約拿單為耶和華的聖名大發熱心，再度襲擊非利士人的哨站。這次他只帶着替他拿兵器的人，他們一下子便殺了20個敵人。地大大震動，使敵人更為惶亂。以色列人乘勝追擊，把他們徹底擊潰。可是，掃羅魯莽地起誓，下令戰事未完之前不得進食，結果以色列人未能以竟全功。百姓甚是疲乏，就急忙宰殺牲口，吃了未放血的肉。約拿單在未聽見這個誓言之前吃了一點蜜以補充體力，並且勇敢地指出這個禁令連累了百姓。百姓救了約拿單，免得他死亡，因為他在以色列中施行了很大的拯救。
后来以色列人理應執行耶和華對亞瑪力人所作的判決了。百姓必須把他們全然殺盡。人和牲畜都要盡行滅絶。切不可拿取任何掠物。所有物件都要全部毀滅。但掃羅卻違命留下了亞瑪力王亞甲及上好的牛羊，並偽稱是為了要獻給耶和華作祭物。此舉大大觸怒以色列的上帝，他指示撒母耳向掃羅提出第二次斥責。撒母耳對掃羅為了挽回面子而作的藉口全不理會，他宣布説：“耶和華喜悦燔祭和平安祭，豈如喜悦人聽從他的話呢？聽命勝於獻祭；⋯⋯你既厭棄耶和華的命令，耶和華也厭棄你作王。”（《撒母耳記上》第15章第22节至第23节参）掃羅扯住撒母耳的外衣的下擺想留住他，結果把衣服撕裂了。撒母耳斬釘截鐵地宣布耶和華必然會把以色列從掃羅手中奪去，將國賜給一個更好的人。撒母耳親自用刀殺死亞甲，然後轉身離開掃羅，從此便不再與他見面了。

### 膏立大衛，他的英勇事迹
（覆盖《撒母耳記上》第16章第1节至第17节参）後來耶和華指示撒母耳到猶大伯利恆耶西的家去，要揀選及膏立未來的君王。耶西的衆子逐一前來，但都不合選。耶和華提醒撒母耳説：“耶和華不像人看人：人是看外貌；耶和華是看內心。”（《撒母耳記上》第16章第7节参）最後，耶和華表示他喜悦大衛；他是最年幼的兒子，是個“面色光紅，雙目清秀，容貌俊美”的少年，撒母耳就用油膏他。（《撒母耳記上》第16章第12节参）耶和華的靈與大衛同在，掃羅卻形成了惡劣的精神。
非利士人再度舉兵入侵以色列，帶頭討戰的是巨人歌利亞。他身高六肘尺零一虎口（約2.9米），所穿戴的鎧甲接近57千克，槍頭也重約6.8千克。（《撒母耳記上》第17章第4节至第5节参，《撒母耳記上》第17章第7节参）歌利亞日復一日口出狂言，目中無人地向以色列罵戰，要以色列揀選一人跟他決鬥。但無人敢應戰。掃羅在營中戰兢害怕。大衛來到營中，聽見非利士人的罵陣。大衛義憤填胸，説：“這未受割禮的非利士人是誰呢？竟敢向永生上帝的軍隊罵陣嗎？”（《撒母耳記上》第17章第26节参）大衛因從未穿過軍裝，所以沒有穿着掃羅的盔甲；他只拿了一根牧杖，一副甩石的機弦和五塊光滑的石子，便奔上戰場。歌利亞見到前來應戰的竟是個年輕牧童，覺得這是奇恥大辱，於是咒罵大衛。大衛滿懷信心地回答説：“你來攻擊我，是靠着刀槍和銅戟；我來攻擊你，是靠着萬軍之耶和華的名。”（《撒母耳記上》第17章第45节参）大衛就用機弦甩石，一發便命中非利士的巨人勇士，他當場倒地！在兩軍衆目睽睽之下，大衛跑上前去用巨人的刀割下他的頭。耶和華施行了拯救，以色列人都為此歡欣鼓舞。非利士的討戰勇士既已喪生，敵人就都倉皇逃跑，以色列人遂起來吶喊，乘勝追擊。

### 掃羅追緝大衛
（覆盖《撒母耳記上》第18章第1节参-《撒母耳記上》第27章第12节参）大衛為了耶和華的名而採取的英勇行動使他有機會建立一份可貴的友誼。約拿單與他成為莫逆之交。約拿單是掃羅之子，本應是王位的繼承人。但約拿單愛大衛“如同愛自己的性命”，二人因此起誓結誼。（《撒母耳記上》第18章第1节至第3节参）大衛在以色列中聲譽日隆，掃羅妒火中燒，雖把女兒米甲許配給大衛，仍找機會殺他。掃羅的仇視已達到無可理喻的地步，最後大衛只好在約拿單的協助之下逃走。二人在臨别前抱頭痛哭，約拿單對大衛保證説：“願耶和華在你我中間，並你我後裔中間為證，直到永遠。”（《撒母耳記上》第20章第42节参）
大衛與跟隨他的一小群手下為了逃避憤怒的掃羅而來到挪伯，他們飢餓疲乏。在獲得大衛保證他與他的手下均沒有親近婦人之後，祭司亞希米勒准許他們吃陳設餅。大衛拿了歌利亞的刀之後便逃到非利士境內的迦特，他在該處假裝瘋癲。後來他藏匿於亞杜蘭洞，然後再往摩押；後來他聽從預言者迦得的勸告返回猶大。嫉妒成狂的掃羅因害怕人民起來支持大衛，遂吩咐以東人多益把挪伯的衆祭司滅盡，只有亞比亞他得以逃脱。他前往投靠大衛，成為他們的祭司。
身為耶和華的忠僕，大衛以游擊戰術攻打非利士人。然而，掃羅卻繼續全力追緝大衛，“在隱·基底的曠野”結集手下精兵尋索大衛。（《撒母耳記上》第24章第1节参）耶和華眷愛大衛，使他時常比尋索他的人棋先一着。有一次，他本有機會擊殺掃羅，但卻沒有下手，只割下了掃羅外袍的下擺以證明他顧惜掃羅的性命。即使如此，大衛仍心中自責，因他自覺冒犯了耶和華的受膏者。他對耶和華的組織安排十分尊重。
至此經文記述撒母耳的死訊（《撒母耳記上》第25章第1节参），但接替他的執筆者繼續把各事的經過記錄下來。大衛請求猶大瑪雲的拿八給他和手下一點食物，因他們曾善待拿八手下的牧羊人。拿八“辱罵”大衛的僕人，大衛於是出發去懲罰他。（《撒母耳記上》第25章第14节参）拿八的妻亞比該知道大禍臨頭，便私下帶備禮物前往安撫大衛。大衛因她深明大義而祝福她，並容許她回家。後來拿八聽見亞比該把事情和盤托出之後，就心臟病發，十日之後便死了。大衛於是娶了亞比該做妻子。
掃羅第三次追尋大衛，但大衛再次向他表現憐憫。「耶和華使掃羅和他的手下都沉沉地睡了。」這使大衛能够進入營內取了掃羅的槍，但他卻不敢“伸手害耶和華的受膏者”。（《撒母耳記上》第26章第11节至第12节参）大衛被逼作第二次逃亡，他逃到非利士地去求庇護；他們把洗革拉賜給他居住。他在該地仍繼續襲擊以色列的其他仇敵。

### 掃羅自殺收場
（覆盖《撒母耳記上》第28章第1节参-《撒母耳記上》第31章第13节参）非利士衆首領在書念集結大軍。掃羅部署軍隊在基利波安營。他惶急地尋求指引，但耶和華卻沒有回答他。若能再次求問撒母耳就好了！於是掃羅又再犯了大罪，他穿上别的衣服，來到非利士人陣地之後的隱多珥找了一名靈媒。他求這個交鬼的婦人召撒母耳上來。掃羅急欲知道結果如何，便認定幽靈是死去的撒母耳。但“撒母耳”卻告訴他一個不祥的消息：翌日他便要死亡，此外，正如耶和華所預言，他會失去國位。在另一方面，非利士的衆首領亦預備作戰。他們看見大衛跟他的手下在他們陣中，便起了猜疑，於是遣他們回家。大衛及時趕回洗革拉！亞瑪力人突襲他們的家，把大衛和他手下的家眷財物全都擄去。但大衛跟他的手下追趕他們，把所有家眷財物都奪回來，絲毫無損。
一場大戰在基利波山展開，以色列人慘敗，非利士人得以佔據戰略重點。約拿單及掃羅其餘的兒子都戰死沙場，傷勢甚重的掃羅則伏在自己的刀上——自殺身亡。凱旋歸來的非利士人將掃羅及他三個兒子的屍首釘在伯·珊的城牆上，但基列·雅比的勇士前來把他們從城牆上取下來。以色列首位君王的腐敗統治終於獲得悲慘的收場。

## 本卷人物
以利加拿：以法莲人，家谱为：苏弗→讬户→以利户→耶罗罕→以利加拿。有两个妻子：哈拿、毗尼拿。
撒母耳：哈拿生的第一个儿子。以色列的先知和士师。长子叫约珥，次子叫亚比亚。
以利：作以色列的士师四十年，一生活了九十八岁。以利的两个儿子何弗尼、非尼哈。非尼哈有子亚希突和以迦博。亚希突有儿子亚希亚。
非利士人：以色列人周边的仇敌，常与以色列人争战：在以便以谢-亚弗，非利士人胜，何弗尼、非尼哈战死（四）；在米斯巴，撒母耳领导以色列人战胜非利士人（七）；在迦巴、密抹、吉甲，扫罗和约拿单率军击败非利士人直到亚雅崙（十三、十四）；在以拉谷大卫杀非利士人勇士歌利亚，非利士人溃散，以色列直追至迦特和以革伦（十七）；非利士人掠夺基伊拉城，大卫下基伊拉营救，击败非利士人（二十三）；大卫尚在亚吉营中时，非利士人上耶斯列、基利波进攻以色列，所掳掠极多，杀死扫罗三个儿子，扫罗自杀。（二十七-三十一）
便雅悯人：报讯给以利
大衮：非利士人敬拜的对象
非利士人的五首领，分别为亚实突人、加萨人、亚实基伦人、迦特人、以革伦人的首领。
亚比拿达：在基列·耶琳山上，有子以利亚撒。守约柜。
亚摩利人：与以色列人和好（七14）
基士：便雅悯人，家谱为：亚斐亚→比歌拉→洗罗→亚别→基士。扫罗的父亲。
扫罗：以色列第一个王，登基时四十岁。有子约拿单、亦施韦、麦基‧舒亚，死於非利士人之手。长女米拉、次女米甲。
亚扪人的王拿辖
亚扪人：以色列人周边的仇敌。
以东人：以色列人周边的仇敌。
琐巴诸王：以色列人周边的仇敌。
摩押人：以色列人周边的仇敌。
摩押王：大卫逃避扫罗追杀时到了米斯巴摩押王处，领其父母住在那里。
亚玛力人、亚玛力王亚甲
伯利恒人耶西：有八个儿子 - 包括长子以利押、次子亚比拿达、三子沙玛、幼子大卫。
迦特人歌利亚：身高六肘一虎口（一说约两米，一说约三米），铠甲重五千舍客勒(1舍客勒=11.4克)，铁枪头重六百舍客勒。
押尼珥：扫罗军队的元帅，尼珥的儿子，是个勇士。
米何拉人亚得列：娶扫罗的女儿米拉为妻。
挪伯祭司亚希米勒：亚希突的儿子，有儿子亚比亚他。
以东人多益：扫罗的司牧长
迦特王亚吉：玛俄的儿子
先知迦得_(先知)：在摩押的先知，提醒大卫离开摩押的山寨，往犹大地去。（二十二5）
西弗人：提议扫罗寻杀大卫（二十六）
拿八：玛云富户，产业在迦密，辱骂大卫差来求助的使者。（二十五）
耶斯列人亚希暖：大卫的妻子。
迦密人亚比该：拿八的妻子，拿八死后嫁给大卫。
帕提：迦琳人拉亿的儿子，娶扫罗的次女米甲为妻。（扫罗原先将米甲许给大卫。）
赫人亚希米勒：挪伯祭司，帮助大卫，给他食物和刀（二十一）。后被以东人多益指证，于是与众祭司同被扫罗杀死。
亚比筛：大卫姐姐洗鲁雅的儿子，约押和亞撒黑的哥哥。与大卫同行。
基述人，基色人，亚玛力人：居住地从书珥到埃及。大卫在亚吉手下时曾助其侵夺。
隱‧多珥的招魂婦人：帮扫罗招了撒母耳的魂。

## 
以法莲山地：拉玛琐非位于此。往北有沙利沙地、往东南是便雅悯地。（一1, 九4, 十四22） （页面存档备份，存于）
拉玛·琐非
拉玛：撒母耳的本城。也安葬在此。（二十八）
以便以谢，意思为“帮助之石”。在米斯巴和善的中间，撒母耳立此石纪念战胜非利士人。
亚弗：非利士人攻打以色列時所經之地、安營之地。
非利士：亚实突、加萨、亚实基伦、迦特、以革伦
伯·示麦：位于非利士和以色列的边界。
伯·甲
基列·耶琳
基列·雅比：亚扪人拿辖相对此城安营。掃羅和他兒的屍身被當地居民火化，骸骨葬在當地的柳樹下。
伯特利、吉甲、米斯巴
沙利沙、沙琳、苏弗
泄撒（靠近拉结的坟墓）
伯·示麦人约书亚的田间 （六14, 18）
他泊的橡树
基比亚：扫罗的家。“小丘”的意思。
比色
密抹、伯特利山、伯·亚文、亚雅崙
俄弗拉、书亚、伯·和崙、洗波音谷
米矶崙的石榴树
从米矶崙石榴树到非利士防营之间有隘口，北面为播薛山峰，对着密抹；南面为西尼山峰，对着迦巴。
提拉因
迦密：扫罗王立碑处，纪念与亚玛力的争战。“平原”、“果园”的意思。富户拿八的产业所在地。
亚玛力：与非利士、以色列邻接。
犹大的梭哥、亚西加、以弗·大悯
以拉谷：大卫杀歌利亚之处。
西沽的大井
拉玛的拿约
挪伯
亚杜兰洞：“藏身之洞”
摩押的米斯巴
哈列的树林
基伊拉
西弗旷野的树林
哈基拉山：在西弗旷野
玛云旷野南边的亚拉巴
西拉·哈玛希罗结：“分别的峭壁”。
隐·基底的山寨
洗革拉：迦特王亚吉赐给大卫的居住地。曾被亞瑪力人攻破。
基述，基色：与非利士邻接。
书珥到埃及：基述人、基色人、亚玛力人的居住地界。
耶拉篾
基尼
書念：非利士人攻打以色列時的安營處。
基利波：非利士人攻打以色列時，掃羅的安營處。
基利波山：非利士人與以色列人的戰場
隱·多珥：有招魂的婦人
耶斯列的泉：非利士人攻打以色列時，以色列人安營處。
尼革夫：曾被亞瑪力人攻破
比梭溪：大衛追趕亞瑪力人時，二百疲乏人留在那裡。
基利提：亞瑪力人侵奪此地南方。
迦勒：亞瑪力人侵奪此地南方。
伯特利、尼革夫之拉末、雅提珥、亞羅珥、息未、以實提莫、拉哈勒、耶拉篾、基尼、何珥瑪、坡拉珊、亞撻、希伯崙：猶大各地長老分得大衛的掠物。
伯·珊：非利士人把掃羅屍身釘在此城牆上。

## 重要篇章
以利祝福哈拿（一）、哈拿的祷告（二1-10）、撒母耳蒙召成为先知（三）
约柜被掳、以利家遭祸（四）、约柜回归（五-七）
战胜非利士人（七）、以色列人要求立王（八）、撒母耳膏扫罗，扫罗击败亚扪人，在吉甲立国（九-十一）
撒母耳临别赠言（十二）
扫罗与非利士人第一次争战（十三-十四）、扫罗与亚玛力人争战，得罪耶和华（十五）
撒母耳膏大卫（十六）、大卫杀死歌利亚（十七）、扫罗嫉妒大卫（十八-二十三）、大卫原谅扫罗（二十四、二十六）

## 閱讀聖經
- 撒母耳記上 （页面存档备份，存于）
- 撒母耳记上 （页面存档备份，存于）

- 意译人名、地名

## 外部連結
- 基督教文藝出版社藏書 （页面存档备份，存于）香港浸會大學圖書館 華人基督教文獻保存計劃
- 思高聖經學會藏書 （页面存档备份，存于）香港浸會大學圖書館 華人基督教文獻保存計劃